# Morteza Avini
Seyyed Morteza Avini (en persa: سید مرتضی آوینی‎; también deletreado Aviny; 23 de septiembre de 1947 – 9 de abril de 1993), fue un documentalista, escritor y teórico del "Cine Islámico" iraní. Estudió arquitectura en la Universidad de Teherán en el año 1965.
Durante la Revolución Iraní, Avini comenzó su carrera artística como director de documentales, y es considerado un destacado cineasta de guerra. Hizo más de 80 películas sobre la Guerra Irán–Irak. Según Inés Devictor, Avini inventó métodos originales de cinematografía, que representan el lado esotérico de la Guerra Irán–Irak, en términos del pensamiento místico de los chiitas. 

## Biografía
Avini nació en 1947 en la ciudad de Rey, al sur de Teherán, de una familia de clase media musulmana que no era particularmente religiosa. Asistió a la escuela primaria y secundaria en Zanjan, Kerman y Teherán. Avini ingresó en la universidad en 1965, obteniendo una maestría en arquitectura de la Universidad de Teherán.
Massoud Behnoud describe el estilo de vida de Avini durante el período que estaba estudiando en Teherán de la siguiente manera: "por un período se convirtió en un hipster. Dejo crecer su cabello y comenzó a usar pantalones vaqueros, pulseras." Behnoud llegó a argumentar que el estilo de vida de Avini había cambiado después de 1978, cuando se interesó en la literatura y en asuntos espirituales. Amigos y compañeros de clase dijoron más tarde que su estilo de vida y creencias personales habían cambiado después de la Revolución Iraní de 1979.
Shahrzad Beheshti, uno de sus amigos durante su etapa universitaria, posteriormente dijo que "Avini era una persona muy diferente antes y después de la revolución." Después de la revolución, Avini dejó la escritura y quemó todos sus escritos con la declarada intención de aniquilar a su "yo". Después de la revolución, fue introducido a la ideología Ayatolá Jomeini. Fue descrito como un seguidor, pero no un discípulo de Jomeini.

## Trabajo artístico

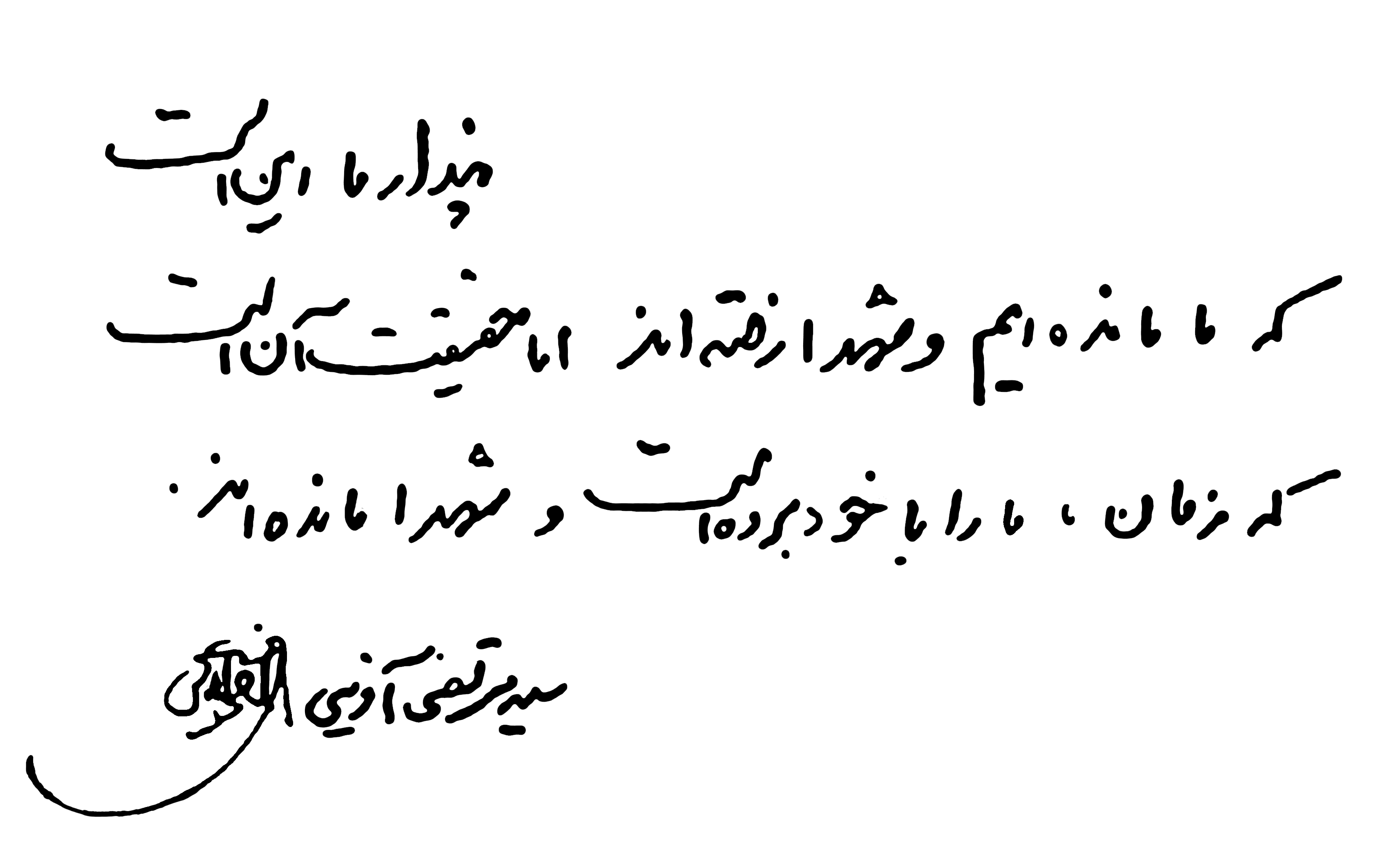
Se trata de una letra manuscrita de Morteza Avini que dice: «Tenemos la ilusión de que nos hemos quedado, pero los mártires han partido. Pero la verdad es que el tiempo nos ha llevado consigo, pero los mártires se han quedado».

Según Agnes Devictor, profesora de la Sorbonne que se especializa en cine iraní, Avini optó por participar en la revolución iraní haciendo documentales, en lugar de entrar en política como hicieron muchos de sus colegas, y de lo que era capaz. Posteriormente, se unió al equipo de televisión de Construction Jihad. Se ha descrito que su realización cinematográfica tiene un objetivo ideológico. He was the head of Jihad Television Unit, a documentary film unit co-sponsored both by IRIB channel 1 and Construction Jihad. Según Avini, su posición quedó "suspendida" entre las dos instituciones, y si no fuera por eso, ninguna de las películas se habría creado. Avini realizó más de 80 películas sobre la Guerra Irán-Irak y se considera un importante contribuyente a la documentación de la guerra. Durante la guerra y en particular la Batalla de Khorramshahr (Batalla de Khorramshahr (1980)), Avini decidió grabar los eventos y hacer películas promocionales.

### Estilo
El crítico Kamran Rastegar describió el trabajo de Avini como una fusión de "técnicas documentales y objetivos ideológicos". Sus películas rara vez mencionan la identidad nacional de los enemigos en una batalla y, en cambio, exploran las acciones de los jóvenes soldados iraníes en comparación con las acciones de los "mártires chiíes" históricos. Según Devictor, Avini creó un enfoque cinematográfico original que no era ni estrictamente realista ni glorioso. En cambio, Avini trató de capturar tanto los aspectos visibles (operaciones militares) como esotéricos (el interior o moral) de la batalla. Los superpuso con la filosofía Shia mystic e invitó al espectador a desarrollar un lugar personal dentro del evento. Al discutir la naturaleza de la autoría en sus películas, Avini dice: "Claro que todo lo que escribe un autor emana del interior. Todas las artes son así. Del mismo modo, una película es el resultado de la inspiración del cineasta. Sin embargo, si uno se sumerge por completo en Dios, entonces Dios se inspirará en sus obras y aparecerá en ellas. Esa es mi meta, no mi reclamo".
“Filmar algo diferente” fue la política editorial de Avini en su serie documental. Trabajó con un equipo de jóvenes voluntarios aficionados. Como había basado sus obras en la ruptura con el pasado imperial, no podía trabajar con un equipo formado bajo el Mohammad Reza Shah ni utilizar métodos televisivos iraníes más antiguos, que se basaban en estilos estadounidenses.
Avini ha declarado que sus equipos de filmación intentaron evitar la "falsificación descuidada" de la mayoría de los informes de TV News. Hizo que sus equipos permanecieran en el set durante largos períodos de tiempo, tomándose el tiempo para descubrir y encontrarse con "el otro". Trató de mantener el realismo minimizando el uso de efectos cinematográficos y trabajó para evitar representar los hábitos que habían adoptado los combatientes cuando estaban siendo filmados. Avini rara vez filmaba grandes victorias y apenas estaba interesado en cuestiones estratégicas o militares; sus documentales estaban dedicados casi exclusivamente a cómo los voluntarios (bassijis) veían el conflicto y su participación en el mismo.

### Ravayat-e Fath
Ravayat-e Fath (Narración de la victoria) fue un documental de "toda la vida" de la guerra Irán-Irak que se centró en la vida cotidiana de los soldados iraníes. Constaba de cinco series y trataba del aspecto espiritual de la guerra. Representaba "una experiencia espiritual de por vida" a través de su narración ideológica.

## Trabajos teóricos
Escribió una serie de artículos en la revista "Sureh" criticando la civilización occidental, un tema que más tarde fue el foco de su película "Sarab" (Espejismo).
Según Devictor, Avini fue un intelectual y teórico que trabajó en la reconciliación del régimen islámico iraní con la modernidad política y estética. 
El trabajo de Avini tenía similitudes con el de los pensadores del siglo XIX en el mundo musulmán que sintieron que era necesario emplear técnicas políticas, económicas o culturales occidentales al servicio del arte espiritual. Sin embargo, Avini dijo que los artistas necesitaban poder dominar lo que describió como la naturaleza profana de las técnicas modernas para usarlas en el arte revolucionario espiritual. En una conferencia en el Ministerio de Cultura y Orientación Islámica, dijo que el arte occidental era un contenedor que podía aceptar cualquier contenido, y que era posible insertar el pensamiento religioso sin cambiarlo o traicionarlo.

## Muerte y legado

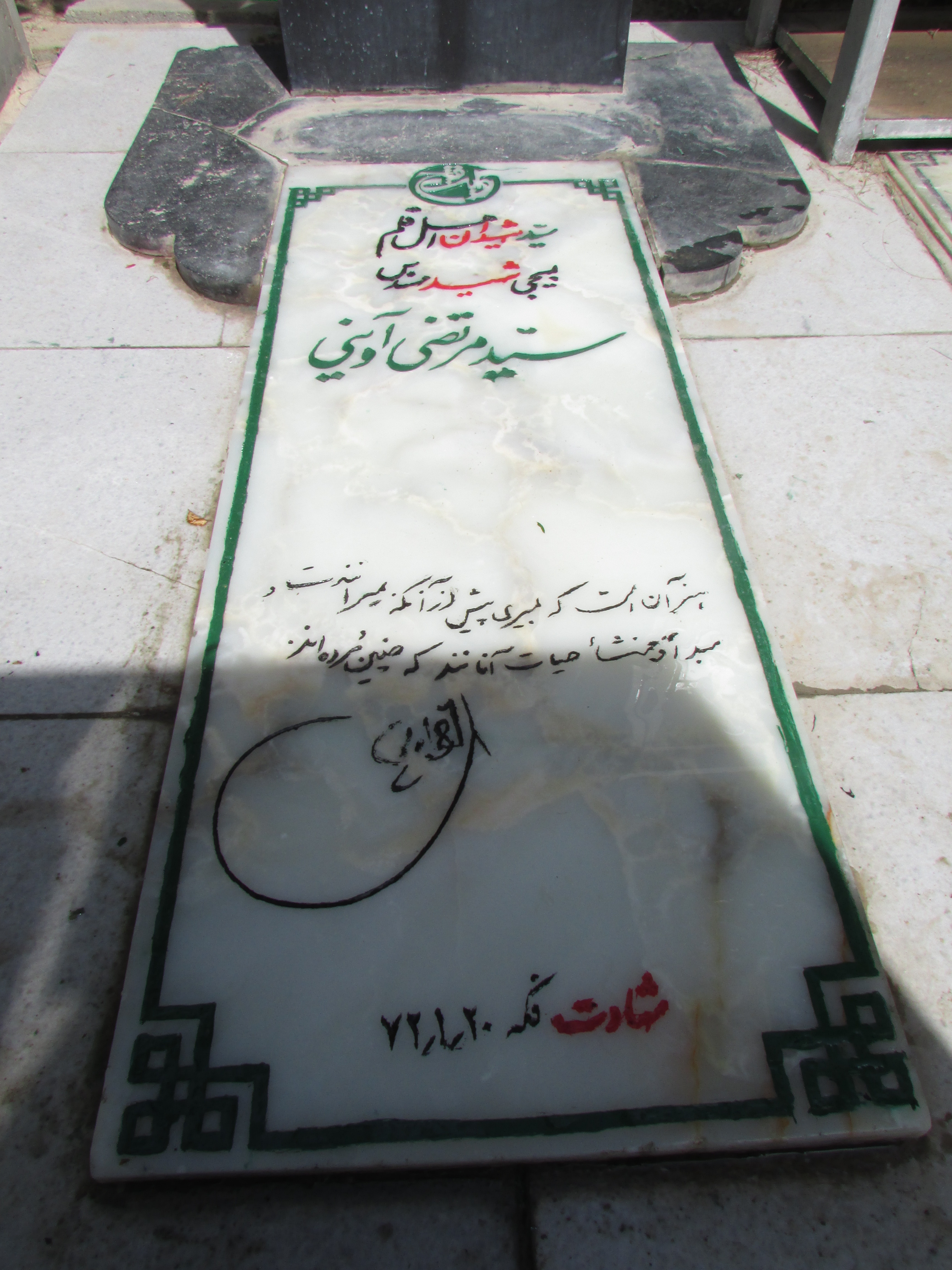
la tumba de piedra de Morteza Avini

Avini murió por la metralla de una explosión de minas terrestres en Fakkeh, al noroeste de la Provincia de Juzestán, el 9 de abril de 1993. Fue llamado un shahid, o "mártir", después de su muerte. El ayatolá Ali Jamenei, el Líder Supremo de Irán, lo describió como "el maestro de mártires literatos" (en persa: سید شهیدان اهل قلم‎) el día 20 de Farvardin, fue declarado el día de la "Revolución Islámica de arte" en el calendario Iraní.

## Documentales
| Título                                                         | Año       |
| -------------------------------------------------------------- | --------- |
| Six Days in Turkmensahra                                       | 1979      |
| Khuzestan Flood                                                | 1979      |
| The Bitten by the Khan                                         | 1980      |
| The Reward of Jihad and Martyrdom                              | 1981      |
| The Victory of Blood                                           | 1981      |
| Truth                                                          | 1981      |
| With the Doctor of Jihad in Bashagerd                          | 1981      |
| Seven Stories of Balochistan                                   | 1981      |
| Qiamollah                                                      | 1982      |
| Salavati Economy                                               | 1982      |
| The Lion Men of God                                            | 1983      |
| Brave men! Karbala is Waiting                                  | 1983      |
| Karbala, War, People                                           | 1984      |
| With Al'Mahdi Brigade at the Head of Albysheh Axis             | 1985      |
| The Special Program of ValFajr 8                               | 1987      |
| Narration of Victory                                           | 1985~1988 |
| Elegy                                                          | 1988      |
| America, Deception, Rape                                       | 1988      |
| The Breeze of Life, Fragrance of Islamic Revolution in Lebanon | 1988      |
| The Herald of Affections                                       | 1989      |
| It Can't Be Said, the Separation of a Friend                   | 1989      |
| Stone Revolution                                               | 1989      |
| Talk to Me DoKoohe                                             | 1989      |
| Mirage                                                         | 1990      |
| Three Generations of Runabout                                  | 1992      |
| A City In the Sky                                              | 1992      |